# Liste der Schluchten in Vorarlberg
Die Liste der Schluchten in Vorarlberg listet eine Auswahl von Schluchten in Vorarlberg auf. Eine scharfe Kategorisierung ist nicht möglich. Die Grenzen zwischen Kerbtälern, Tobeln, Schluchten und Klammen sind fließend, wie meist in der Geomorphologie. Eine Schlucht ist jedenfalls ein enger Talabschnitt mit beidseits steilen felsigen Wänden.
| Name                              | Bild                                                  | Gewässer                    | Straßen, Wege, Zugänglichkeit | Gebirge; Berge                                                     | Tal; Gemeinden | Anmerkungen | Koordinaten                  |
| --------------------------------- | ----------------------------------------------------- | --------------------------- | --- | ------------------------------------------------------------------ | --- | --- | ---------------------------- |
| Rohrachschlucht                   | Rickenbach                                            | Rickenbach (Leiblach)       | Nur der obere Teil auf deutschem Boden bei den Scheidegger Wasserfällen ist zugänglich (Eintritt), im Europaschutzgebiet Rohrach ist Betretungsverbot                                 | Pfänderstock                                                       | Leiblachtal; Hohenweiler, Sigmarszell, Scheidegg                                                                   | Grenze zu Deutschland, in Österreich Europaschutzgebiet Rohrach und Naturwaldreservat, in Deutschland Naturschutzgebiet Rohrachschlucht | 47° 35′ 23″ N, 9° 48′ 44″ O  |
| Wirtatobel                        | Wirtatobel am Pfänder                                 | Wirtatobelbach              | Brücken der Langener Straße L2 und der Fluher Straße L12, oberhalb davon Wanderwege, unterhalb unzugänglich                                                                           | Pfänderstock; Pfänder, Geserberg                                   | Vorarlberger Rheintal, Bregenzerwald; Bregenz, Langen bei Bregenz                                                  | Der unterste Teil liegt im Europaschutzgebiet Bregenzerachschlucht                                                                      | 47° 30′ 4″ N, 9° 47′ 36″ O   |
| Bregenzerachschlucht              | Bregenzerachschlucht                                  | Bregenzer Ach               | verfallene Eisenbahntrasse der Wälderbahn, kein offizieller Wanderweg, river rafting möglich                                                                                          | Pfänderstock, Lorenaberge; Pfänder, Geserberg, Schneiderkopf       | Vorarlberger Rheintal, Bregenzerwald; Kennelbach, Bregenz, Langen bei Bregenz, Doren, Alberschwende, Buch, Wolfurt | Europaschutzgebiet Bregenzerachschlucht                                                                                                 | 47° 28′ 44″ N, 9° 46′ 55″ O  |
| Schwarzachtobel                   | Schwarzachtobel-Kreuzfelsen                           | Schwarzach (Dornbirner Ach) | Schwarzachtobelstraße L7, im obersten Bereich Bregenzerwaldstraße L200 | Lorenaberge, Hochälpele-Weißenfluh-Gruppe; Schneiderkopf, Geißkopf | Vorarlberger Rheintal, Bregenzerwald; Schwarzach, Bildstein, Dornbirn                                              | wichtige Verkehrsverbindung | 47° 26′ 39″ N, 9° 46′ 43″ O  |
| Rappenlochschlucht                | Rappenlochschlucht                                    | Dornbirner Ach              | Nach zahlreichen Felsstürzen ist der Weg am Schluchtboden nicht mehr offen, ein neuer Weg wurde weiter oben an den Felswänden errichtet.                                              | Freschen-Gruppe, Schuttannenberge                                  | Vorarlberger Rheintal, Ebniter Tal; Dornbirn                                                                       | | 47° 23′ 1″ N, 9° 46′ 46″ O   |
| Alplochschlucht                   | Alplochschlucht                                       | Dornbirner Ach              | Wanderweg mit Holzstegen an der Felswand | Freschen-Gruppe, Schuttannenberge                                  | Ebniter Tal; Dornbirn                                                                                              | | 47° 22′ 33″ N, 9° 46′ 33″ O  |
| Kirchle                           | Kirchle                                               | trocken                     | begehbar | Freschengruppe, oberhalb der Apllochschlucht                       | Ebniter Tal; Dornbirn                                                                                              | Naturdenkmal | 47° 22′ 7″ N, 9° 46′ 36″ O   |
| Kobelschlucht                     | Amannbrücke Kobelach                                  | Gunzenach/Kobelach          | canyoning möglich | Hochälpele-Weißenfluh-Gruppe, Freschengruppe                       | Ebniter Tal; Dornbirn                                                                                              | | 47° 22′ 54″ N, 9° 47′ 25″ O  |
| Örflaschlucht                     | Örflaschlucht                                         | Emmebach                    | gut begehbarer Wanderweg | Kugelgruppe; Zwurms, Kapf                                          | Vorarlberger Rheintal; Götzis                                                                                      | Liegt im Naturschutzgebiet Hohe Kugel - Hoher Freschen - Mellental                                                                      | 47° 19′ 48″ N, 9° 39′ 34″ O  |
| Kesselschlucht                    | Kesselschlucht                                        | Ratzbach                    | großteils nicht begehbar | Kugelgruppe                                                        | Vorarlberger Rheintal; Fraxern, Viktorsberg                                                                        | | 47° 18′ 28″ N, 9° 40′ 11″ O  |
| Schnetzersloch, Wiegetobel        | Masellaweg                                            | Frödisch                    | alpiner Weg | Kugelgruppe, Freschen-Gruppe                                       | Vorarlberger Rheintal, Zwischenwasser, Dafins                                                                      | | 47° 17′ 50″ N, 9° 40′ 42″ O  |
| Mühltobel, Morschtöbele           | Mühltobel                                             | Mühltobel (Frödisch)        | canyoning möglich | Freschen-Gruppe                                                    | Vorarlberger Rheintal, Zwischenwasser, Dafins                                                                      | | 47° 17′ 25″ N, 9° 40′ 25″ O  |
| Üble Schlucht                     | Üble Schlucht                                         | Frutz                       | Ein kurzes Stück ist begehbar, aber gefährlich | Freschen-Gruppe, Walserkamm                                        | Vorarlberger Rheintal, Laternsertal; Laterns                                                                       | Europaschutzgebiet Üble Schlucht | 47° 15′ 42″ N, 9° 41′ 40″ O  |
| Felsenau                          | Felsenau und Schattenburg                             | Ill                         | Vorarlberger Straße L190 | Walserkamm, Drei-Schwestern-Gruppe                                 | Vorarlberger Rheintal, Walgau; Feldkirch, Frastanz                                                                 | Durchbruch der Ill zwischen Walgau und Alpenrheintal                                                                                    | 47° 13′ 52″ N, 9° 36′ 9″ O   |
| Kapfschlucht, auch Illschlucht    | Margarethenkapf mit Illschlucht                       | Ill                         | Kapfstraße | Ardetzenberg, Margarethenkapf                                      | Feldkirch, trennt die Stadtteile Levis, Altstadt und Tisis einerseits und Tosters und Giesingen nach der Schlucht  | Durchbruch der Ill bei den Inselbergen Ardetzenberg und Margarethenkapf                                                                 | 47° 14′ 18″ N, 9° 35′ 26″ O  |
| Saminaschlucht                    | Saminatal                                             | Samina                      | Wanderweg | Drei-Schwestern-Gruppe, Galina-Gruppe                              | Walgau, Saminatal; Frastanz                                                                                        | | 47° 12′ 34″ N, 9° 37′ 14″ O  |
| Mengschlucht                      | Mengschlucht                                          | Meng                        | Fahrweg auf der Anhöhe, Schlucht nicht begehbar | Galina-Gruppe, Fundelkopf-Gruppe                                   | Walgau, Gamperdonatal; Nenzing                                                                                     | | 47° 10′ 21″ N, 9° 41′ 6″ O   |
| Gampfall                          | Gampfall                                              | Gampbach                    | nicht begehbar | Galina-Gruppe                                                      | Gamperdonatal; Nenzing                                                                                             | | 47° 9′ 37″ N, 9° 41′ 11″ O   |
| Bürser Schlucht                   | Bürser Schlucht                                       | Alvier                      | Wanderweg | Fundelkopf-Gruppe, Zimba-Gruppe                                    | Walgau, Brandnertal; Bürs, Bürserberg                                                                              | | 47° 8′ 35″ N, 9° 47′ 23″ O   |
| Engenlochschlucht, Kummaschlucht  | Engenlochschlucht                                     | Bolgenach                   | Wanderweg | Westende der Hochgratkette; Rotenberg, Hochhäderich                | Bregenzerwald; Hittisau                                                                                            | liegt im Naturpark Nagelfluhkette | 47° 27′ 52″ N, 9° 57′ 28″ O  |
| Subersachschlucht                 | Quelltuff Lingenau                                    | untere Subersach            | Gschwendtobelbrücke der Großdorfer Straße L29, Alte Gschwendtobelbrücke (Holzbrücke), Drahtsteg für Wanderer, Wanderweg zum Lingenauer Quelltuff, sonst ist die Schlucht unzugänglich | Nordrand des Winterstaudenkamms; Rotenberg, Klaratsberg            | Bregenzerwald, Subersachtal; Lingenau, Großdorf                                                                    | Quelltuff Lingenau, Naturpark Nagelfluhkette                                                                                            | 47° 26′ 30″ N, 9° 54′ 42″ O  |
| Argenschlucht                     | Argenschlucht                                         | Argenbach                   | teilweise Wanderwege | Grenze Bregenzerwaldgebirge – Lechquellengebirge                   | Damülser Tal | | 47° 18′ 23″ N, 9° 56′ 54″ O  |
| Breitachklamm                     | Breitachklamm                                         | Breitach                    | Wanderweg kostenpflichtig | Nordwestliche Walsertaler Berge, Südöstliche Walsertaler Berge     | Kleinwalsertal; Mittelberg, Oberstdorf                                                                             | Grenze zu Deutschland, die Klamm ist großteils auf deutschem Boden                                                                      | 47° 23′ 20″ N, 10° 13′ 37″ O |
| unteres Schwarzwassertal          | Wasserfall am Schwarzwasserbach                       | Schwarzwasserbach           | Wanderweg, canyoning möglich | Nordwestliche Walsertaler Berge                                    | Kleinwalsertal; Mittelberg                                                                                         | Naturbrücke am SchwarzwasserbachStrudeltöpfe SchwarzwasserbachWasserfall Schwarzwasserbach                                              | 47° 21′ 58″ N, 10° 10′ 49″ O |
| Wäldletobel                       | Wäldletobelbrücke                                     | Wäldletobelbach             | Wanderweg von Klösterle zum Spullersee | Lechquellengebirge                                                 | Klostertal; Klösterle                                                                                              | Liegt teilweise im Europaschutzgebiet Klostertaler Bergwälder oberhalb der Wäldletobelbrücke                                            | 47° 8′ 9″ N, 10° 5′ 40″ O    |
| Radonatobel                       | Radonatobel                                           | Radonatobelbach             | begehbar nur bei ganz sicherem trockenem Schönwetter, nur für Geübte | Lechquellengebirge                                                 | Klostertal; Dalaas                                                                                                 | Liegt teilweise im Europaschutzgebiet Klostertaler Bergwälder                                                                           | 47° 8′ 16″ N, 10° 1′ 25″ O   |
| Galgentobel                       | Abbrüche überm Galgentobel                            | Galgentobel                 | Die Schlucht ist nicht begehbar. | Lechquellengebirge                                                 | Walgau; Bludenz, Nüziders                                                                                          | Liegt teilweise im Europaschutzgebiet Klostertaler Bergwälder                                                                           | 47° 10′ 16″ N, 9° 49′ 47″ O  |
| Bannwaldschlucht                  | Teufelsbach Wasserfall in der Bannwaldschlucht        | Litz                        | Wanderweg oberhalb | Verwall                                                            | Silbertal | | 47° 5′ 19″ N, 10° 0′ 22″ O   |
| Garneraschlucht, auch Fenggatobel | Ganeratal, Ganeu, Fenggatobel in Gaschurn, Vorarlberg | Garnerabach                 | Wanderweg oberhalb | Silvretta                                                          | Garneratal; Gaschurn                                                                                               | | 46° 58′ 32″ N, 10° 1′ 23″ O  |